# Krajowe Eliminacje
 (février 2022).
Krajowe Eliminacje est la sélection nationale polonaise pour le concours Eurovision de la chanson. La première édition de Krajowe Eliminacje a eu lieu de 2010. Entre 2003 et 2004, la sélection nationale s'appelait Krajowe Eliminacje do Konkursu Piosenki Eurowizji et entre 2006 et 2009, elle était connue sous le nom de Piosenka dla Europy.

## Historique

### 2010–2011
En 2010, Telewizja Polska décide de changer le nom de la finale nationale en Krajowe Eliminacje. Grâce à l'implication des fans, Marcin Mroziński avec sa chanson Legenda a obtenu une wild card pour la finale nationale, qu'il a fini par gagner. À l'Eurovision, il a terminé à la 13e place en demi-finale et n'a donc pas réussi à se qualifier pour la finale. En 2011, Krajowe Eliminacje a été remporté par Magdalena Tul avec sa chanson Jestem, cependant, Magdalena ne s'est pas non plus qualifiée pour la finale de l'Eurovision. Après cela, TVP a décidé de se retirer du concours en 2012.

### 2016–2018
La décision de TVP de se retirer en 2012 et 2013 a suscité la controverse en Pologne. En conséquence, le diffuseur a fait son retour au concours en 2014. Cependant, contrairement aux éditions précédentes, le représentant polonais a été sélectionné par une commission interne TVP (comme cela s'est produit dans les années 1994-2001 et 2005) ; le manque de transparence qui en résulte a été critiqué. Début octobre 2015, TVP a confirmé sa participation au 61e concours Eurovision de la chanson. Bien que le représentant original du pays devait être sélectionné en interne par la direction de la station, le 26 janvier 2016, le directeur de TVP1 a informé que le représentant polonais serait sélectionné lors de la finale nationale. Pour cette raison, le Krajowe Eliminacje est revenu en 2016. Edyta Górniak et certains des plus grands groupes de musique polonais, tels que Margaret, Natalia Szroeder et Michał Szpak, ont participé à la présélection, qui a été remportée par Szpak avec sa chanson Color of Your Life. Szpak a ensuite terminé à la 8e place à l'Eurovision, donnant à la Pologne son troisième top 10 au concours. En 2017, l'intérêt s'est avéré plus faible. Kasia Moś avec sa chanson Flashlight a remporté la sélection nationale en 2017, terminant à la 22e place à l'Eurovision. En 2018, le DJ polonais Gromee et le chanteur suédois Lukas Meijer avec la chanson Light Me Up a remporté la sélection, mais n'a pas réussi à se qualifier pour la finale de l'Eurovision, se classant 14e en demi-finale. Après cela, TVP renonce une fois de plus à Krajowe Eliminacje au profit d'une sélection interne en 2019 et 2021, et du talent show Szansa na Sukces en 2020.
En 2022, TVP procède à une sélection interne de représentants qui concourent lors de l'émission Tu bije serce Europy ! Wybieramy hity na Eurowizje.

## Liste des gagnants
| Année | Chanson            | Artiste                   | compositeur(s)                                            | Final | Points | Demi finales | Points |
| ----- | ------------------ | ------------------------- | --------------------------------------------------------- | ----- | ------ | ------------ | ------ |
| 2010  | Legenda            | Marcin Mrozinskic         | Marcin Nierubiec, Marcin Mrozinskic                       | X     | X      | 13           | 44     |
| 2011  | Jestem             | Magdalena Tul             | Magdalena Tul                                             | X     | X      | 19           | 18     |
| 2016  | Color of Your Life | Michal Szpak              | Andy Palmer, Kamil Varen                                  | 8     | 229    | 6            | 151    |
| 2017  | Flashlight         | Kassia Moś                | Kasia Mo, Pete Baringger, Rickard Bonde Truumeel          | 22    | 64     | 9            | 119    |
| 2018  | Light Me Up        | Gromée feat. Lucas Meijer | Andrzej Gromala, Lukas Meijer, Mahan Moin, Christian Rabb | X     | X      | 14           | 81     |